# Arthur Henrique Vieira Araújo
Arthur Henrique Vieira Araújo, genannt Arthur Henrique, (* 17. Juni 1999 in Belo Horizonte) ist ein brasilianischer Fußballspieler. Er spielt auf der Position des Innenverteidigers.

## Karriere
Arthur Henrique startete seine Laufbahn im Nachwuchsbereich des Cruzeiro EC. Zunächst wurde er als Stürmer ausgebildet, bis er aufgrund seiner Körpergröße in die Abwehr versetzt wurde. Bei dem Klub schaffte er im August 2017 den Sprung in den Profikader. Er erhielt einen Vertrag bis Dezember 2020. Dieser wurde später bis 2023 verlängert.
Sein erstes Spiel bestritt er am 31. August 2017 im Viertelfinale der Primeira Liga do Brasil 2017 sein erstes Spiel als Profi für den Klub. Im 2:0-Heimspielsieg gegen Grêmio Porto Alegre stand Arthur Henrique in der Startelf und wurde er in der 80. Minute ausgewechselt. Sein erstes Spiel in der Série A bestritt Arthur Henrique in der Série A 2017. Am 24. September 2017, dem 25. Spieltag der Saison, stand er im Auswärtsspiel gegen den Atlético Goianiense in der Startelf. Beim Gewinn des Pokals 2017 durch Cruzeiro, saß Arthur Henrique fünfmal auf der Ersatzbank, kam aber zu keinen Einsätzen.
Im Oktober 2017 wurde der Vertrag von Arthur Henrique vorzeitig bis März 2021 verlängert. Der Vertrag erhielt eine Option auf eine Verlängerung bis Ende 2021. Der Nacional Funchal aus Portugal gab im Juli 2018 bekannt, Arthur Henrique für drei Spielzeiten ausgeliehen zu haben. Bereits im November des Jahres wurde der Vertrag vorzeitig durch Nacional gekündigt. Mit nur zwei Liga- und drei Pokal-Spielen Arthur Henrique kehrte daraufhin zu Cruzeiro zurück.
Nachdem Arthur Henrique Anfang 2019 für die Spiele in der Staatsmeisterschaft zunächst an den Tombense FC wurde, ging es für danach zurück nach Portugal. Er kam als Leihgabe bis Juni 2020 in den Nachwuchsbereich des GD Estoril Praia. Nachdem er bei dem Klub zu keinen Einsätzen gekommen war, kehrte zum Saisonstart in Brasilien Anfang 2020 zurück. Hier kam er zu gelegentlichen Einsätzen. Im September wurde er an den Ligakonkurrenten América Mineiro ausgeliehen. Die Leihe wurde befristet bis zum Ende der Staatsmeisterschaft von Minas Gerais 2021. Mit dem América erreichte er in der Série B 2020 den zweiten Platz und somit den Aufstieg in die Série A 2021.
Nach dem Ende der Staatsmeisterschaft kehrte Arthur Henrique nicht zu Cruzeiro zurück. Für ihn schloss sich das nächste Leihgeschäft an. Bis zum Ende der Série B 2021 ging er zum Ligakonkurrenten Grêmio Esportivo Brasil. Zum Start in die Saison 2022 wurde der Spieler an Ferroviária ausgeliehen, mit welchem er in der Staatsmeisterschaft von São Paulo antrat. Zur Austragung der Série B 2022 wechselte Arthur Henrique dann fest zu Náutico Capibaribe. Am Ende der Meisterschaft musste er den Klub wieder verlassen. Hintergrund war der Abstieg des Klubs in die Série C für 2023. Seitdem tingelt er durch unterklassige Klubs seiner Heimat und im Ausland.

## Erfolge
Cruzeiro
- Copa do Brasil: 2017
- Staatsmeisterschaft von Minas Gerais: 2018